# Adiyo
Adiyo, anciennement Menjiwo, est un woreda de la zone Keffa de la région Éthiopie du Sud-Ouest. Ce district a 107 731 habitants  en 2007. Son centre administratif est Kaka Idget ou Adiya.

## Géographie
Ce district forme l'extrémité orientale de la zone Keffa entre la région Oromia et le woreda spécial Konta. Sa limite nord suit approximativement le cours de la rivière Gojeb en regard de la région Oromia.
Son centre administratif peut s'appeler Kaka Idget, Kaka ou encore Adiya, et se situe 58 km à l'est de la capitale régionale Bonga.
|       | Shebe Senbo | Dedo  |
| Gimbo | Menjiwo,    | Konta |
| Decha | Telo        |       |

## Histoire
Partie de l'ancien royaume de Kaffa annexé par l'Éthiopie à la fin du XIXe siècle, Menjiwo occupe le territoire de la province « Gallo » de ce royaume. Il tient toutefois son nom d'une province voisine appelée « Manjo » dont le territoire se trouve actuellement dans le woreda Gimbo[réf. souhaitée].
Situé dans l'awraja Kefa de la province homonyme de 1942 à 1995, il se rattache à la zone Keffa de la région des nations, nationalités et peuples du Sud lors de la réorganisation du pays en régions en 1995.
En 2021, toute la zone Keffa se rattache à la nouvelle région Éthiopie du Sud-Ouest.
Dans la nouvelle région, le district porte le nom d'Adiyio ou Adiyo.

## Démographie
D'après le recensement national de 2007 réalisé par l'Agence centrale de la statistique (Éthiopie), Menjiwo compte 107 731 habitants dont 3 % de citadins qui sont les 2 858 habitants de Kaka Ediget.
La plupart des habitants (91 %) sont orthodoxes, 4 % sont protestants et 3 % pratiquent les religions traditionnelles africaines.
En 2022, sa population est estimée à 144 128 personnes avec une densité de population de 135 personnes par km2 et 1 066 km2 de superficie,.
Le district apparaît toutefois sous le nom d'Adiyio avec 1 011 km2 de superficie dans une liste récente.